# Систем пумпа-бризгаљка
Систем пумпа-бризгаљка или систем пумпа-бризгач је систем директног убризгавања горива код дизел мотора. Овај систем је познат и као систем јединица бризгаљке (енгл. Unit injector), односно пумпа-дизна. Код ове конструкције пумпа и бризгаљка чине јединствену целину. За сваки цилиндар у главу мотора уграђује се по једна пумпа са бризгаљком које се покрећу помоћу подизача и клацкалица или директно са брегастог вратила.

## Историја
Са идејом о сиситему пумпа-бризгаљка, први пут се појавио Рудолф Дизел још 1905. године, да би се тек од педесетих година 20. века појавили први дизел мотори са механички контролисаним системом убризгавања, који су се користили у камионским и бродским моторима. Произвођач аутомобила Фолксваген у сарадњи са фирмом Роберт Бош АГ, развио је дизел мотор са електронски контролисаним системом убризгавања. Овај систем Фолксваген група је од 1998. године па до краја 2010-тих користила у својим познатим TDI дизел моторима.

## Опис и принцип рада
Пумпа бризгач је једна пумпа за убризгавање комбинована са контролном јединицом и бризгачем. Као и пумпе високог притиска (дистрибутор и линијска пумпа високог притиска) и систем пумпа-бризгаљка има задатак да обезбеди убризгавање горива под високим притиском и да убризга гориво у потребној количини и тачно одређеном тренутку.
Систем је изведен тако да су у заједичком кућишту смештени елемент пумпе за убризгавање и бризгаљка. Како сваки цилиндар мотора има пумпу-бризгаљку, то значи да није потребна пумпа високог притиска, као ни вод високог притиска. На тај начин омогућено је да запремина горива која је изложена високом сабијању буде врло мала, а притисци убризгавања екстремно високи.